# هامينا

موقع هامينا.

شعار هامينا.

هامينا (بالفنلندية Hamina ؛ بالسويدية Fredrikshamn) مدينة فنلندية. تقع بإقليم كومنلاكسو جنوبي البلاد.
يبلغ عديد قاطنيها 21.461 ساكن، تغطي نطاقها البلدي مساحة قدرها 1.155,17 كيلو متر مربع منها 545,67 ماء. وتبلغ الكثافة السكانية 35.21 نسمة لكل كيلومتر مربع. يبلغ عدد سكان البلدة الرئيسية ما يقرب من 5000 ساكن. هامينا مدينة أحادية اللغة وهي الفنلندية. وهامينا هي أيضا إحدى أهم موانئ فنلندا. ويتخصص الميناء في منتجات الغابات وعبور البضائع إلى روسيا.

## التاريخ
ذُكرت كونتية فـِـهكالهتي لأول مرة في وثائق عام 1336. بناءً على اقتراح من الكونت بر براهي، تم فصل المنطقة المحيطة بكنيسة فـِـهكالهتي عن بقية فـِـهكالهتي في 1653 وأصبحت مدينة سـُميت فـِـهكالهدن أوسيكاوبونكي (Vehkalahden Uusikaupunki؛ "مدينة فـِـهكالهتي الجديدة"). دُمـّرت المدينة خلال حرب الشمال العظمى سنة 1712.
بتسليم مدينة فيبوري ذات التجارة الخارجية الهامة إلى الروس في 1721، أُُريد لهذه المدينة (أعيد تسميتها حديثاً تكريماًً لفريدريك الأول ملك السويد سنة 1723) أن تحل محلها. منحت المدينة، حتى اليوم مرفأ تجاري داخلي صغير بتجارة مقيدة، امتيازات واسعة النطاق بما في ذلك التجارة الخارجية. الشعب الفنلندي اختصار الاسم إلى وقت قريب هامينا. استغرق إعادة بناء بلدة مكان في 1722-1724. وتستند هذه القلعة على شكل نجمة وخطة بلدة التعميم على مفهوم النهضة الإيطالية قلعة من القرن السادس عشر. مدن الحصن مثل هذه نادرة جدا، ومثال آخر عليها مدينة بالمانوفا في إيطاليا.
سنة 1743 استسلمت هامينا للروس، بعد الحرب الروسية السويدية (1741-1743)، فكانت بلدة لوفيسا المرشحة السويدية المقبلة لتكون مركز التجارة الفنلندية الشرقية. أصبحت هامينا مدينة حدودية روسية، لذا فإن حصناً كان مرغوب فيه.
تم التوقيع على معاهدة هامينا (1809)، التي تنازلت السويد بموجبها عن فنلندا بما فيها أجزاء من مقاطعة لابي وجزر أولند في هامينا. وهكذا تم تقسيم السويد وتشكلت في النصف الشرقي، جنبا إلى جنب مع الأراضي التي احتلت في السابق بما في ذلك هامينا (فنلندا القديمة)، في دوقية فنلندا الكبرى، ذاتية الحكم والجزء من الإمبراطورية الروسية.
تأسست مدرسة هامينا العسكرية في عام 1819 وكان في وظيفة حتى عام 1903. في عام 1920 بدأت مدرسة ضابط الاحتياط في نفس المرافق.
لأن تأسست مرة واحدة في بلدة بجوار كنيسة فـِـهكالهتي، كان مركز البلدية دائما داخل حدود المدينة. تم توحيد فـِـهكالهتي وهامينا في عام 2003، واستعيض عن معطف من الأسلحة القديمة مع معطف فـِـهكالهتي من الأسلحة.

## أهم المعالم السياحية
- كنيسة ماريا. أصلها في العصور الوسطى، لحقت أضرار جراء حريق في عام 1821 وجددها كارل لودفيش إنغل في عام 1828. هو أقدم مبنى في كومنلاكسو.[8][9]
- كنيسة يوهانس، صممها كارل لودفيش إنغل في 1843.
- الكنيسة القديس بطرس والقديس بولس الأرثوذكسية (1837). بنيت الكنيسة على الموقع حيث توجد كنيستان الأخرى (أولريكا إليونورا الكنيسة، التي بنيت في 1732 ودمر في 1742، وكنيسة اليزابيث، التي بنيت في 1750 ودمر في 1821). بنيت جرس في عام 1862.[9]
- بلدة القاعة. بنيت أصلا في عام 1798، تم تجديده من قبل كارل لودفيج إنجل في عام 1840.
- مدرسة ضباط الاحتياط
- متحف المدينة. هو المبنى الذي اجتمع فيه غوستاف الثالث ملك السويد وكاترين الثانية إمبراطورة روسيا في عام 1783.[8]
- متحف البقال
- مركز بيانات غوغل (السابق اللب ستورا النينيو المصنع)
- حصن هامينا التي بنيت في القرن الثامن عشر. زوايا الحصن ستة معاقل النموذج، سميت المدن في فنلندا. وأضاف المعقل الأوسط في نهاية القرن الثامن عشر، ويستخدم حاليا للأحداث الثقافية.

## معرض الصور

الشعار القديم ، استخدم حتى عام 2003
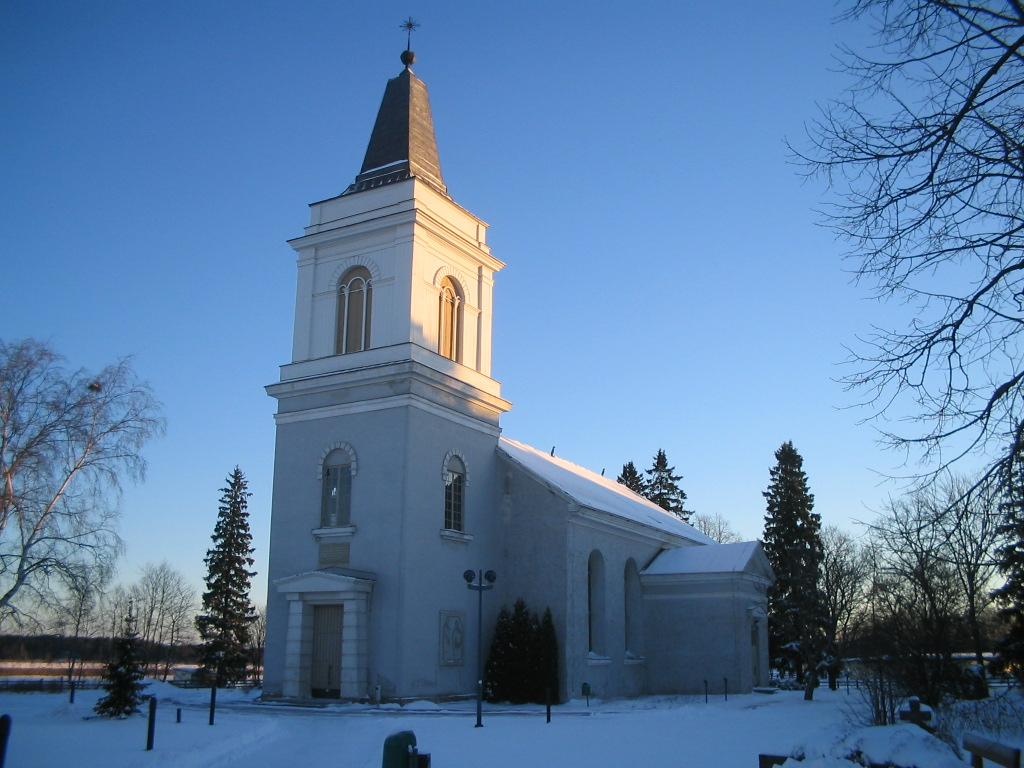
كنيسة ماريا (سابقاً كنيسة فهكالهتي)
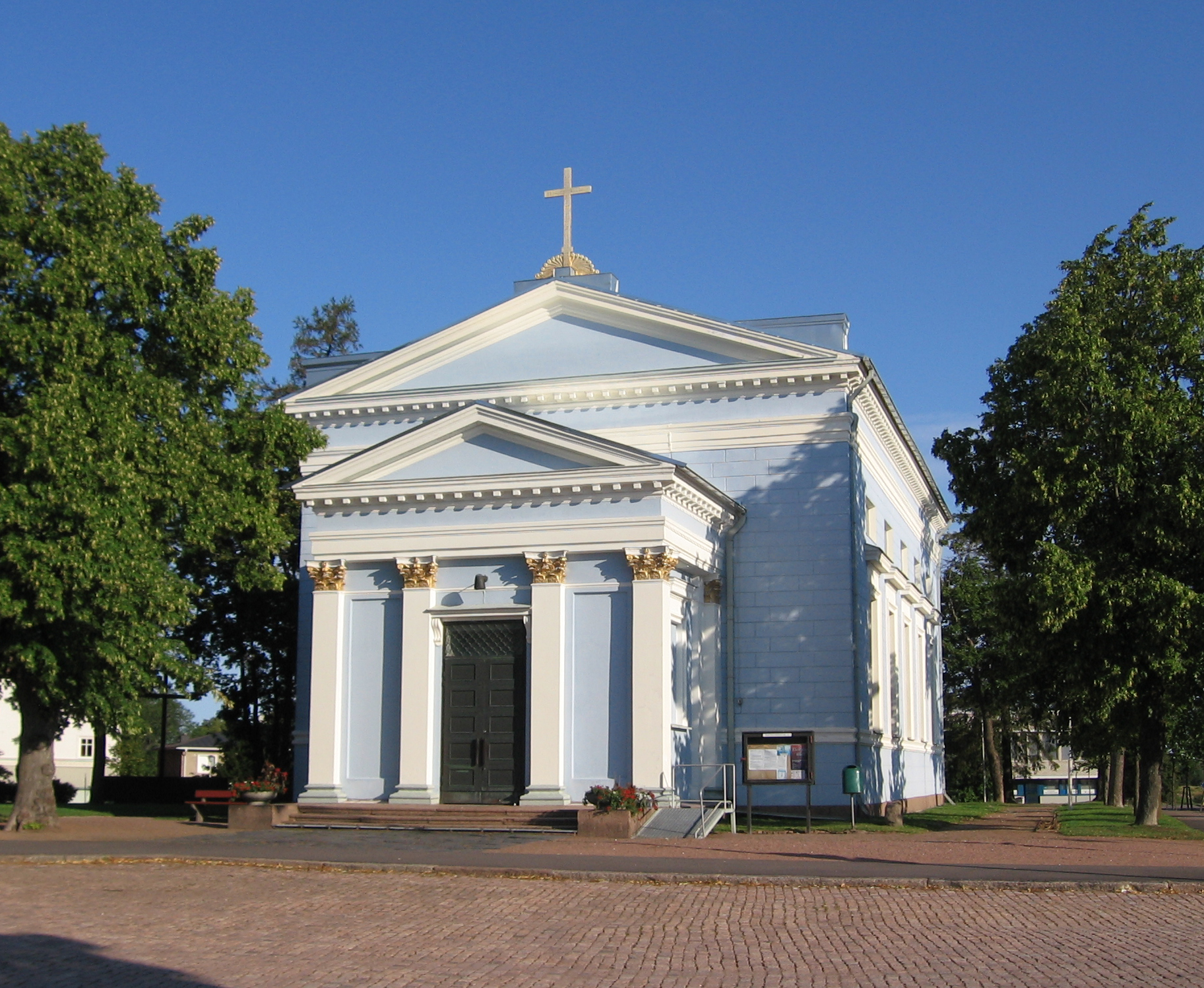
كنيسة يوهانس
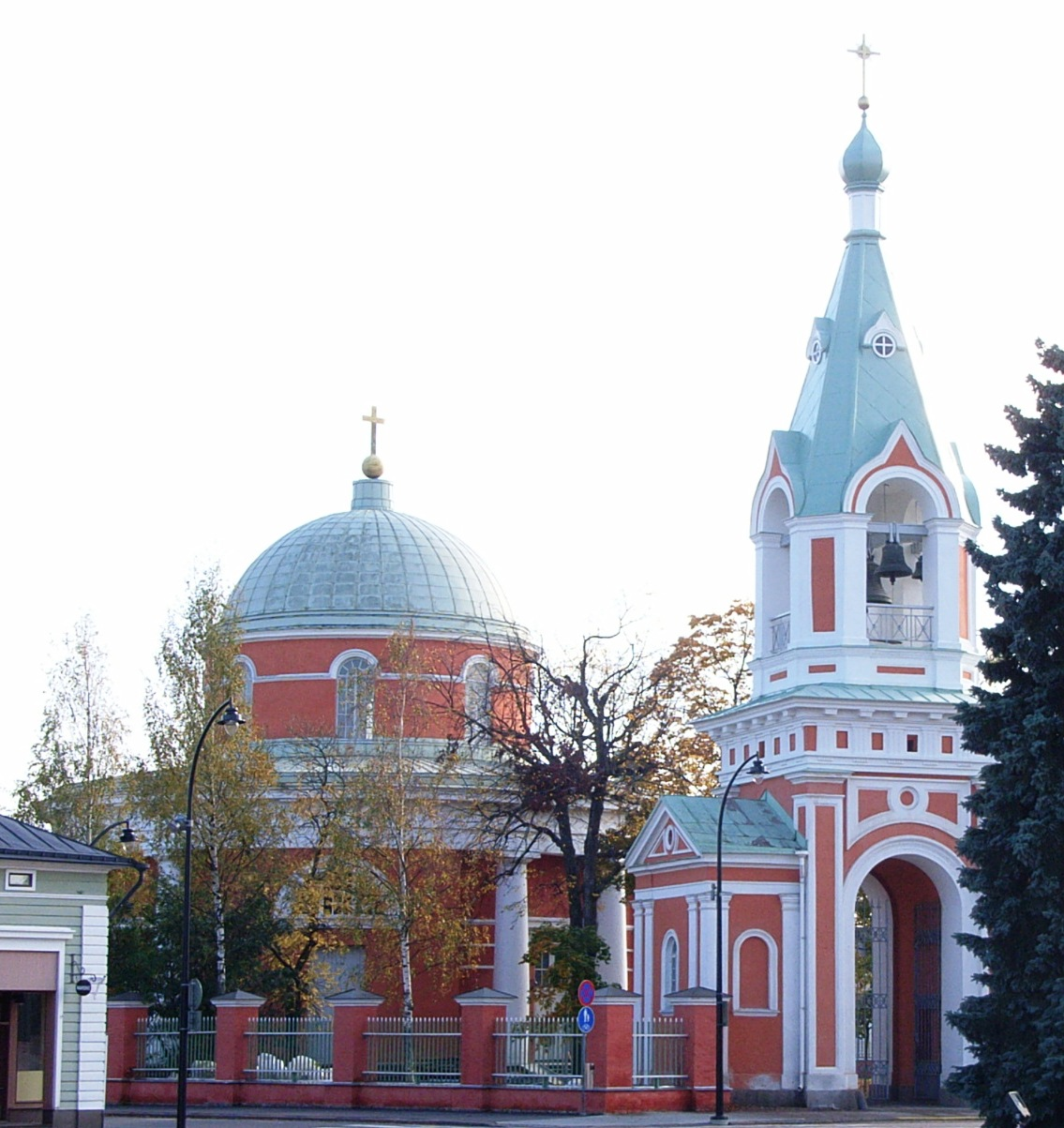
الكنيسة الأرثوذكسية
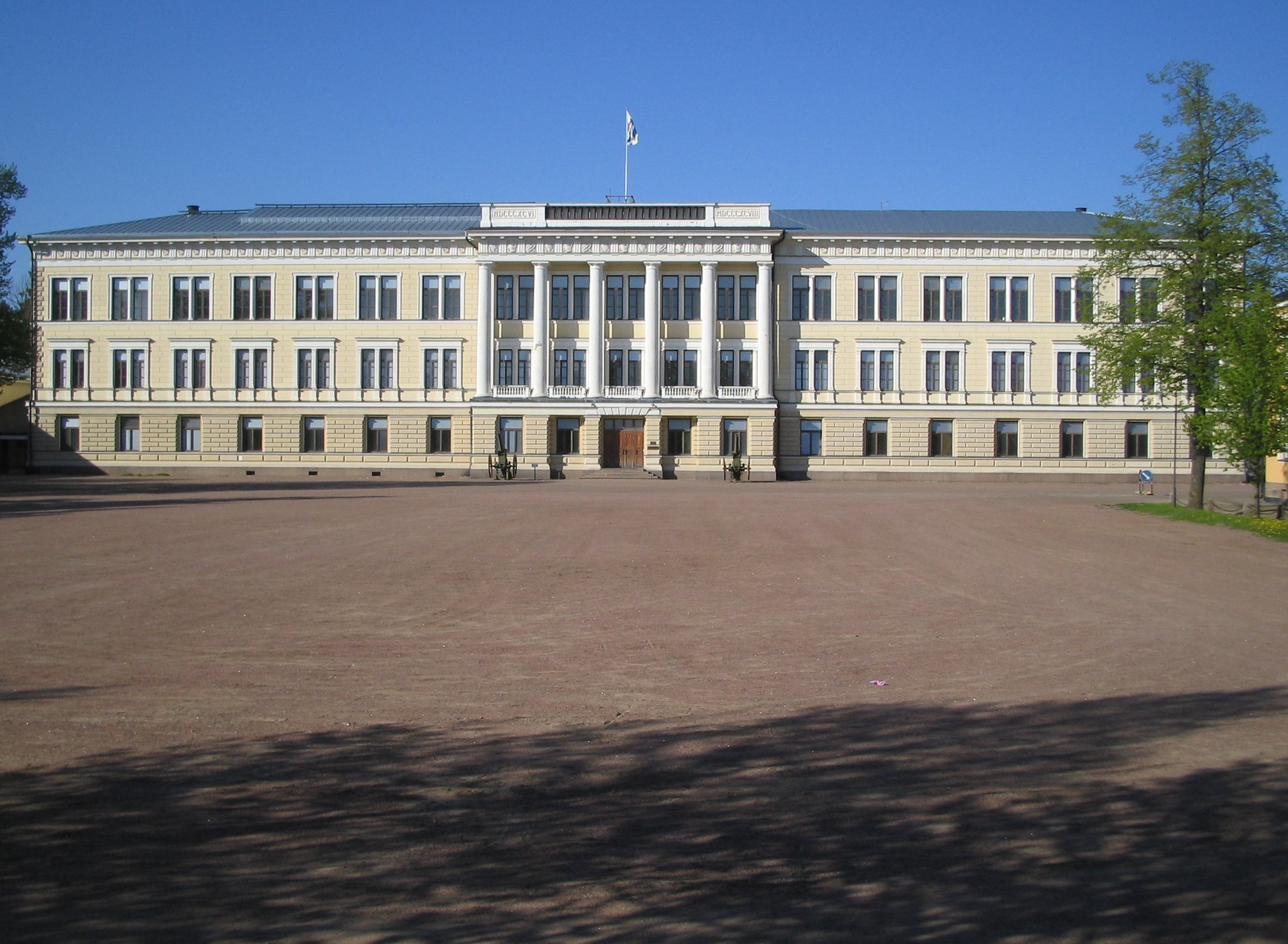
مدرسة ضباط الاحتياط
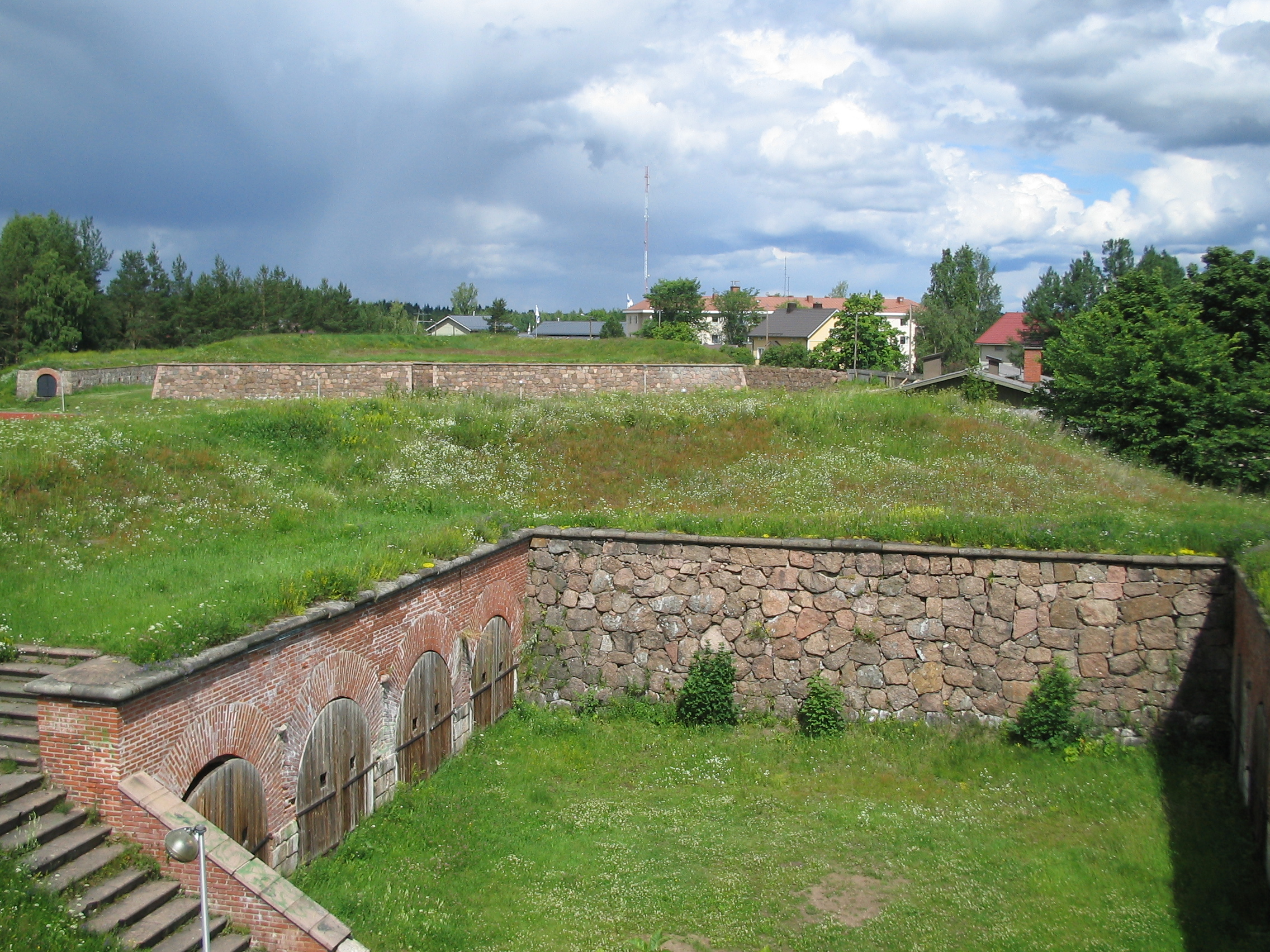
الحصن القديم
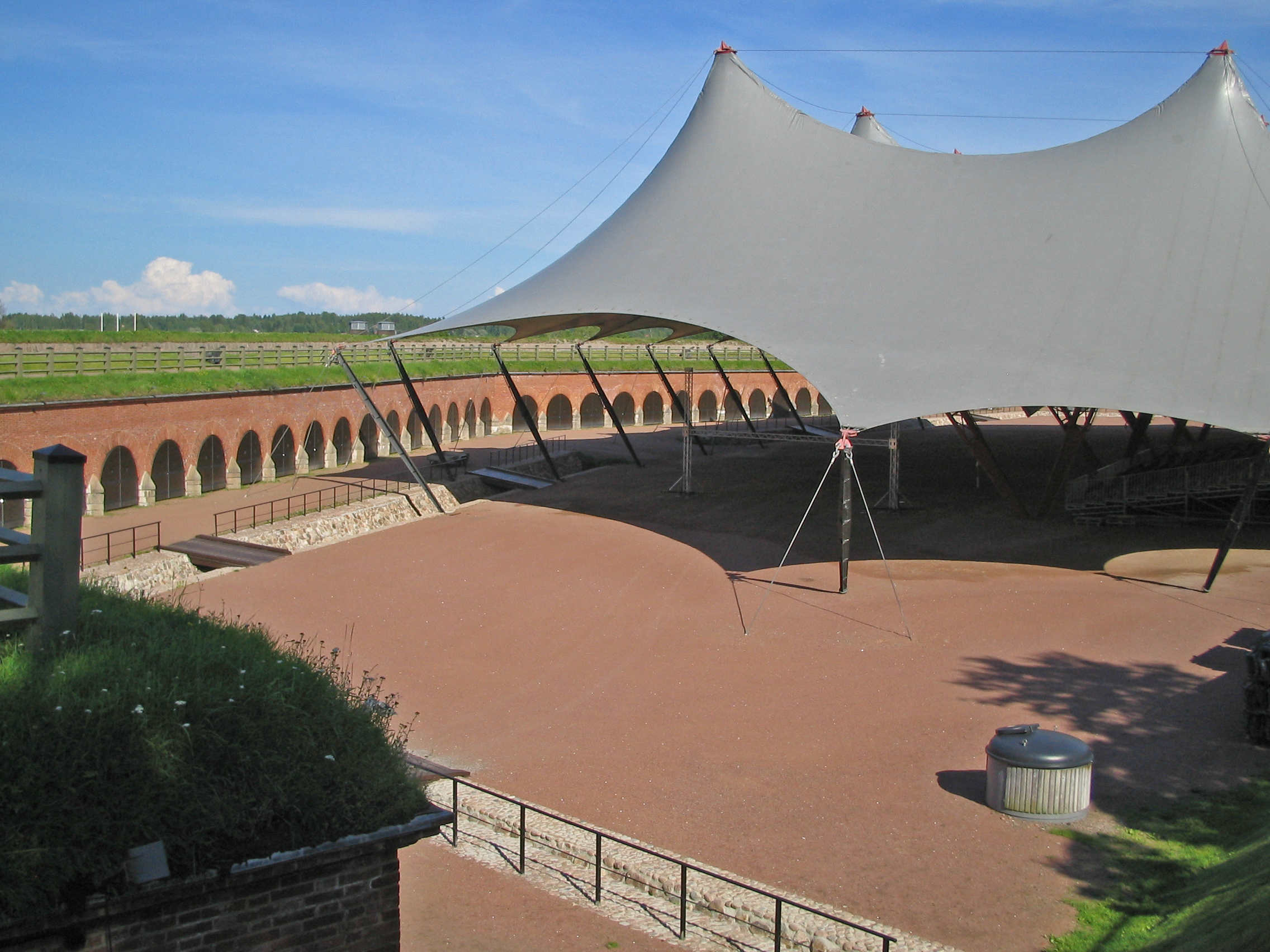
المعقل الأوسط من الحصن
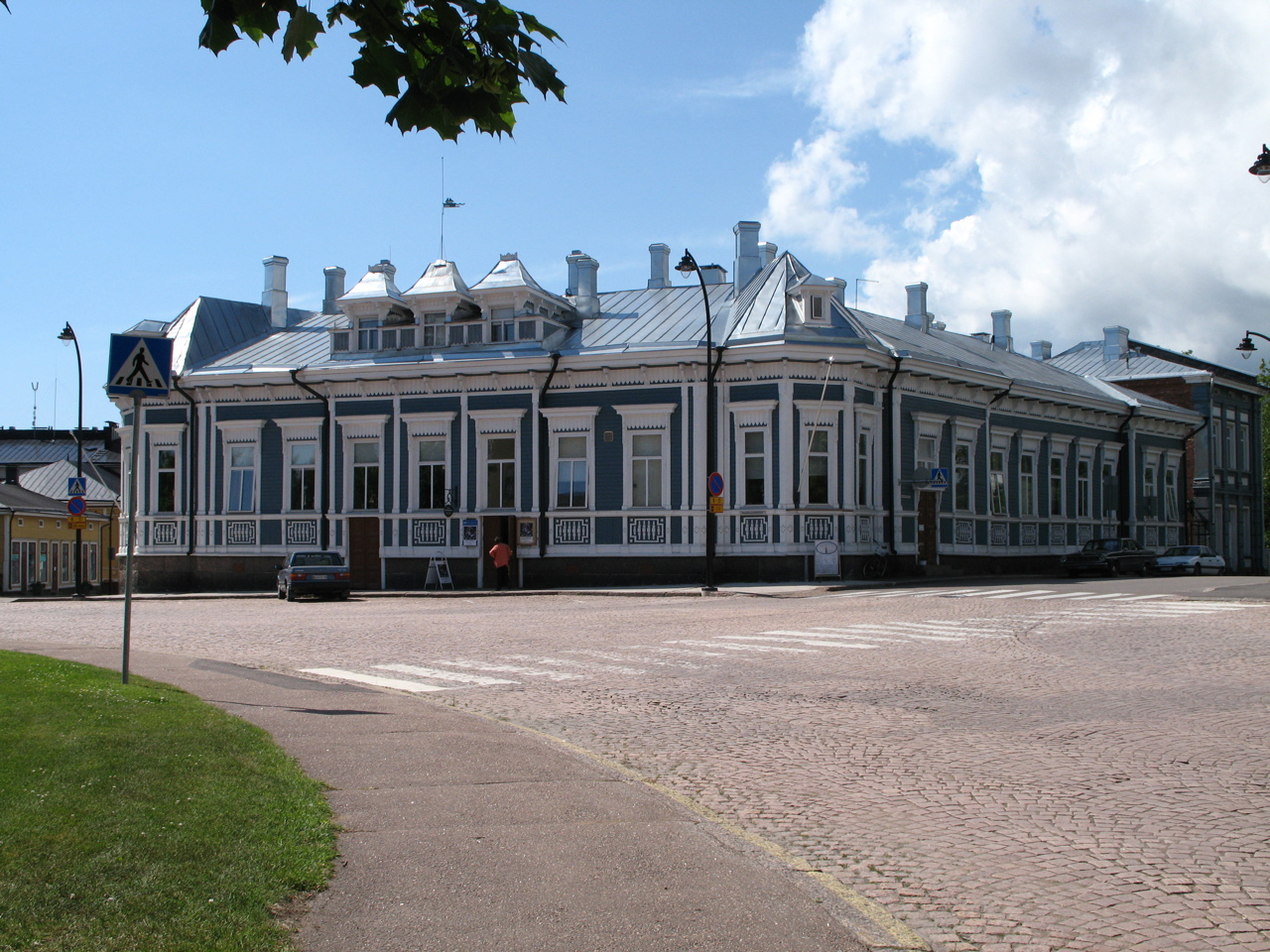
وسط هامينا
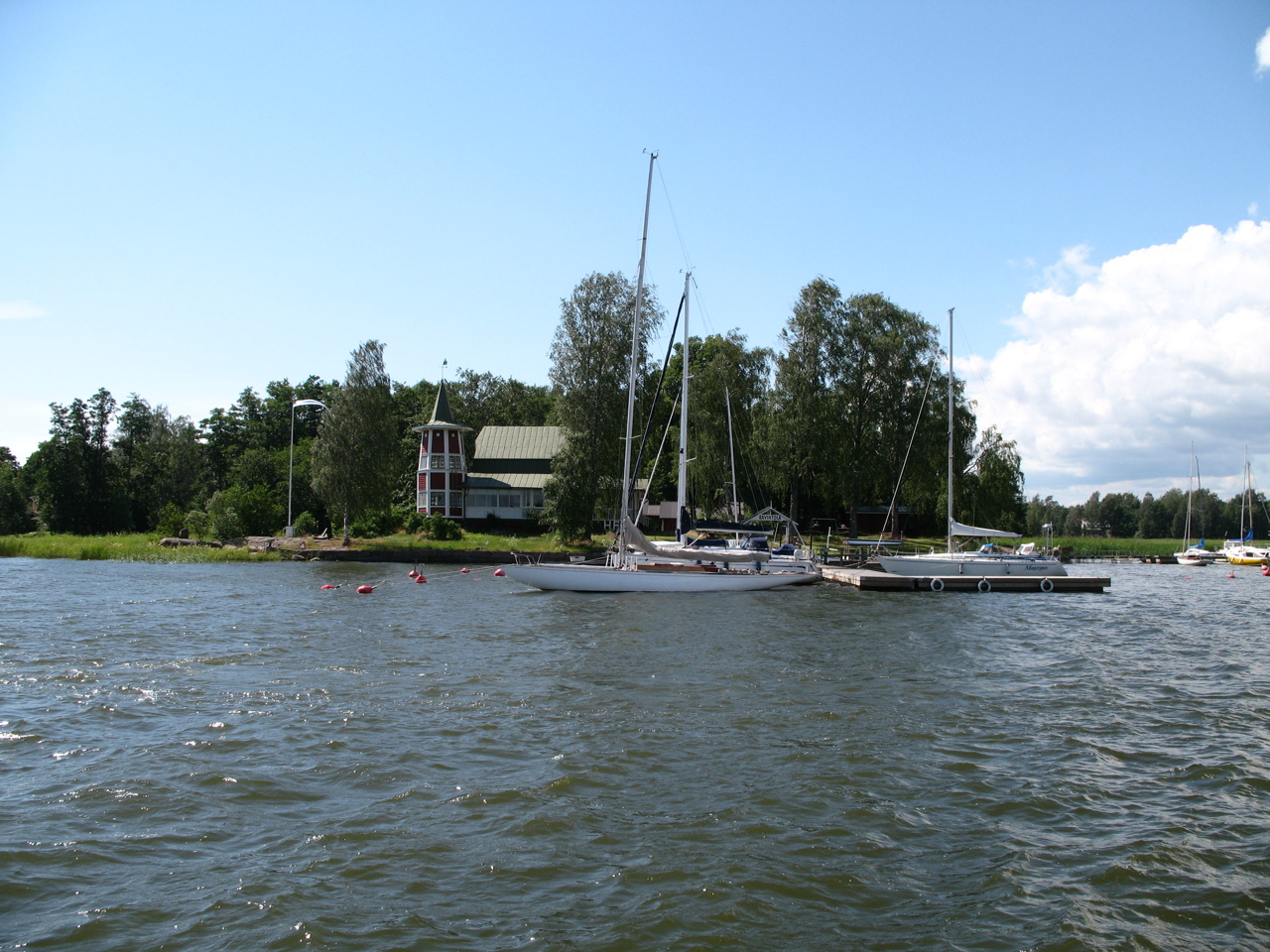
نادي اليخت سرادق
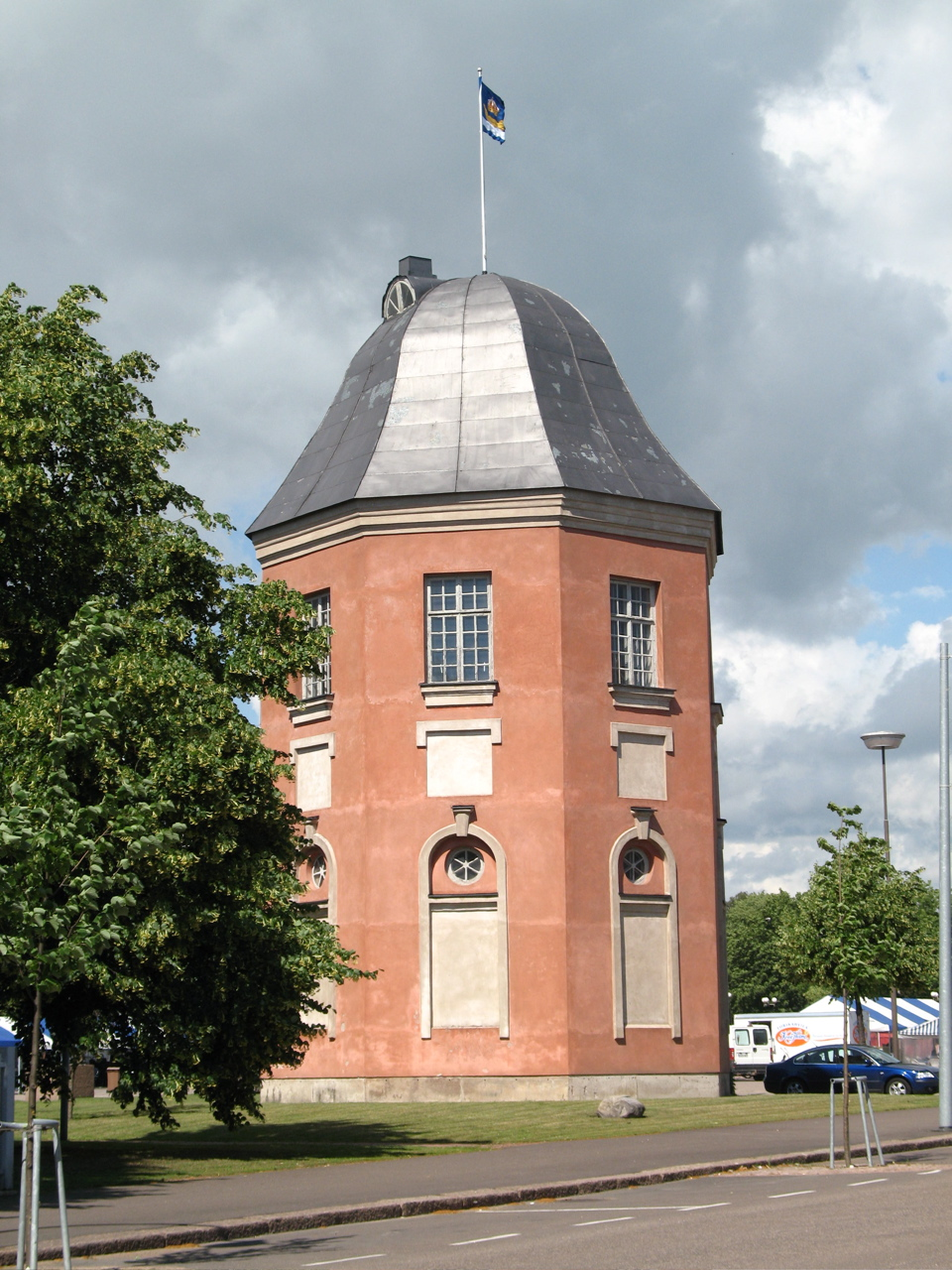
برج العلم، الجزء الوحيد المتبقي من معقل هلسنكي
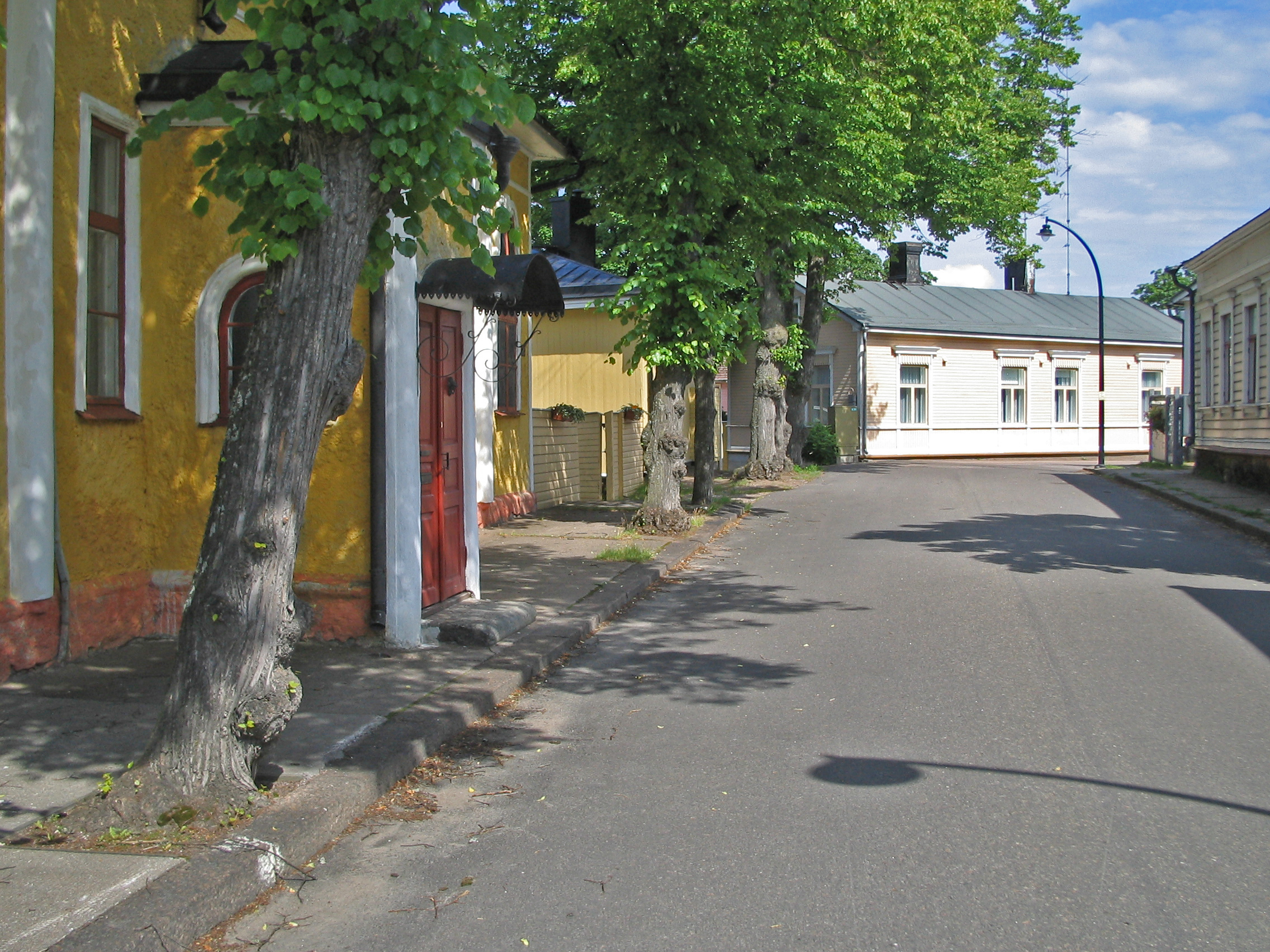
بيكومبوراكاتو؛ "الشارع الدائري الصغير"
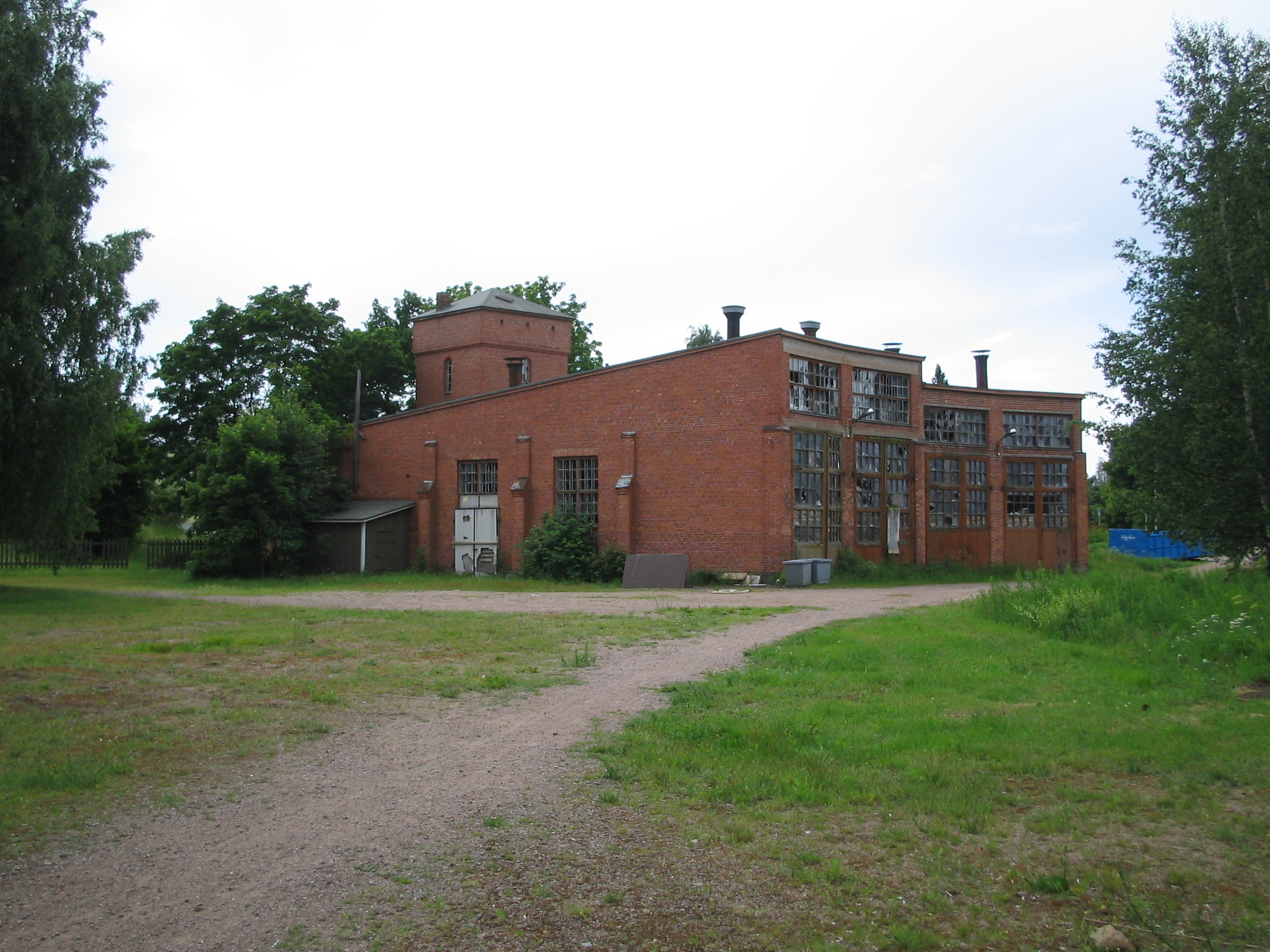
مستودع القاطرات القديم
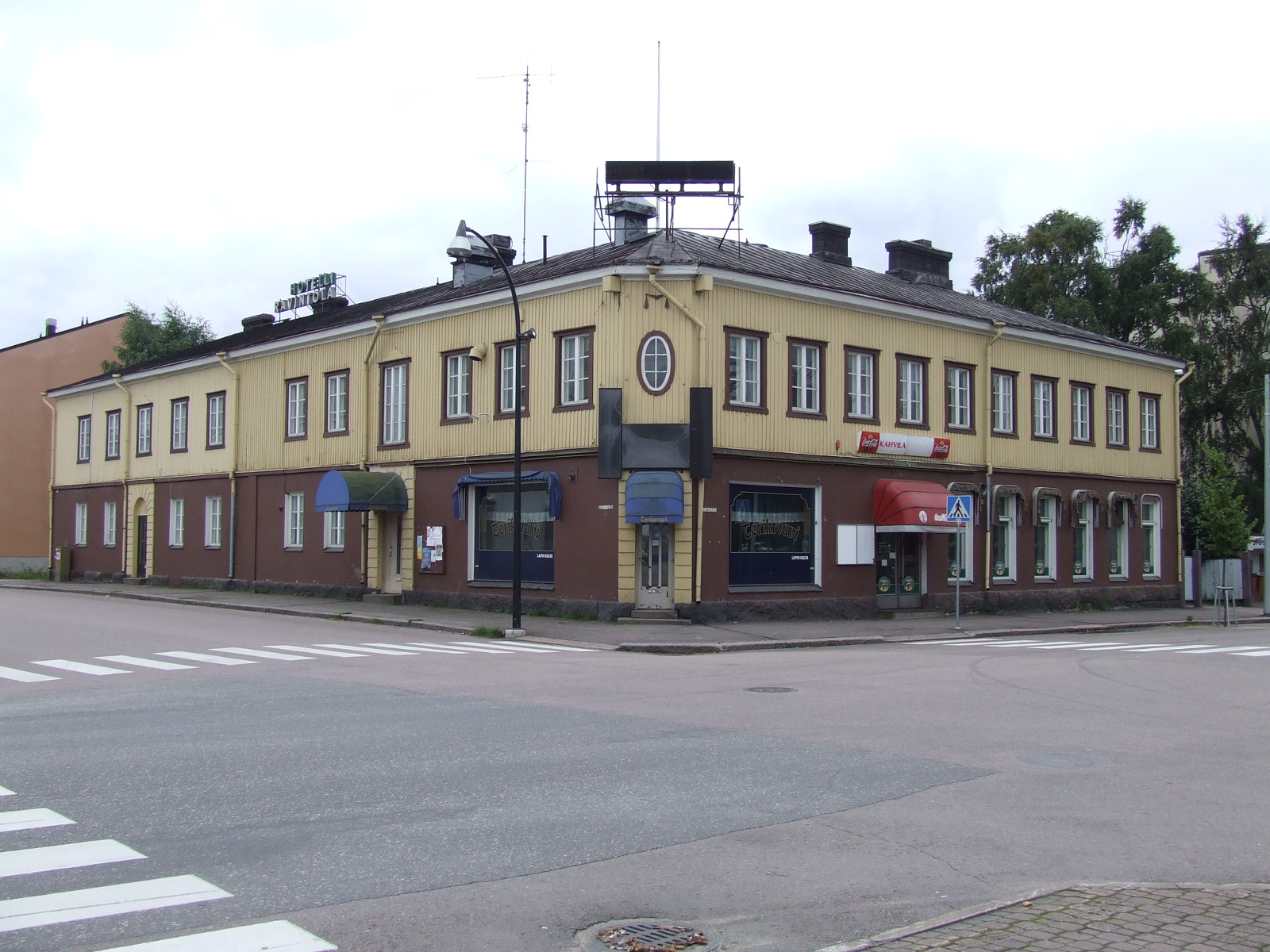
أهولايسنكولما ("زاوية أهولاينن")، مطعم وفندق تاريخي، هـُدم في خريف عام 2008
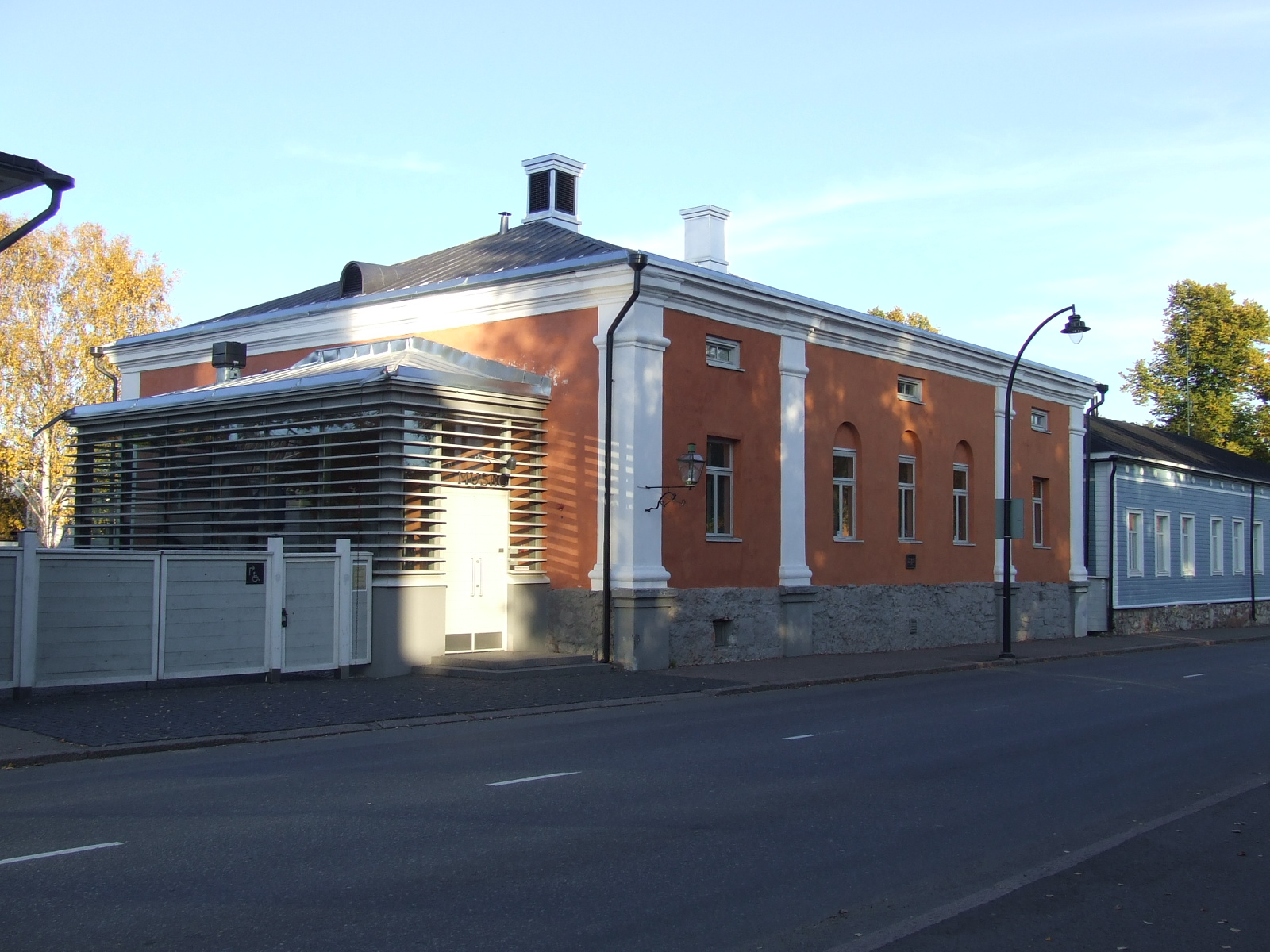
متحف المدينة
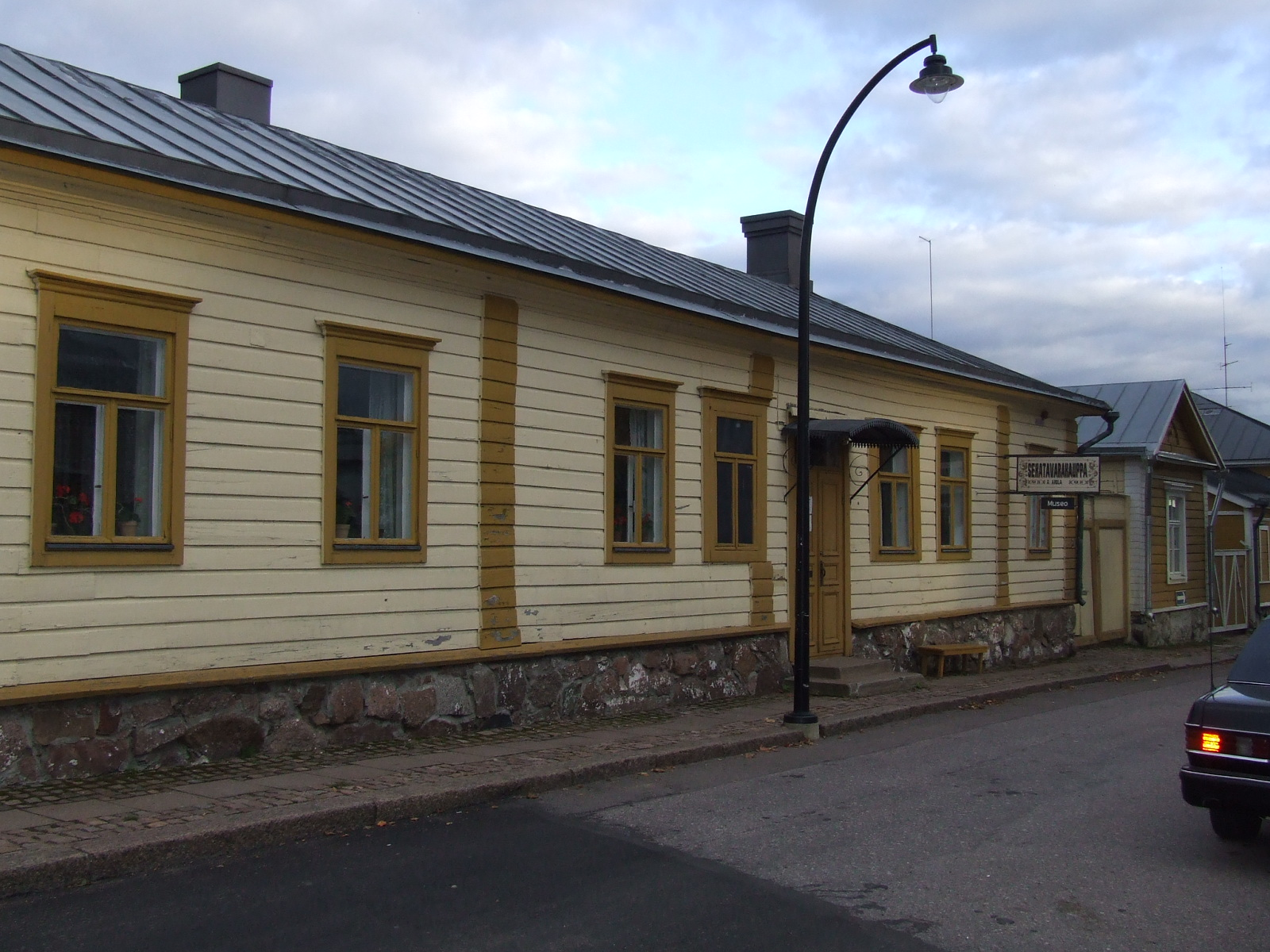
متحف البقال
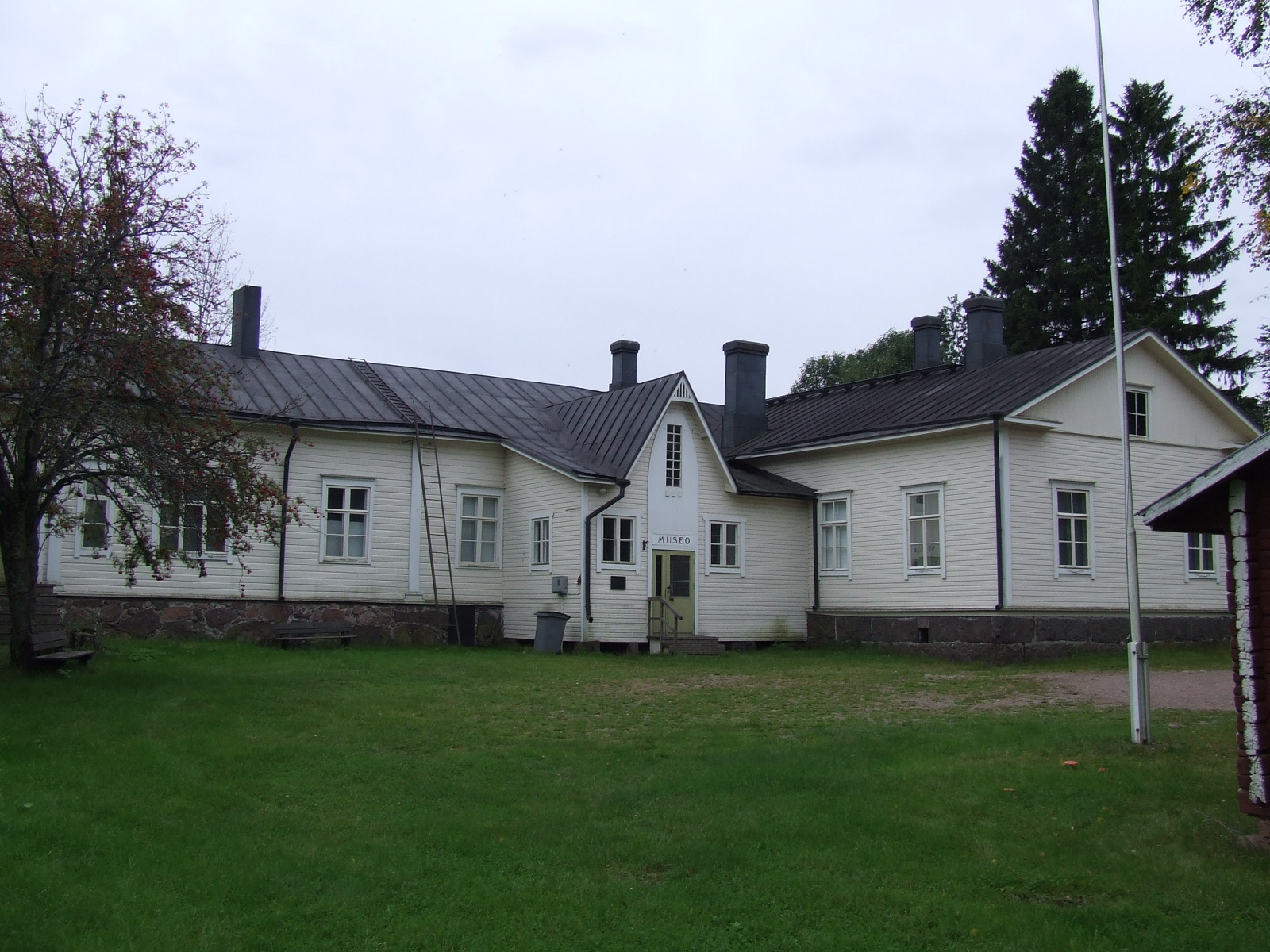
متحف فـِـهكالهتي البلدي

## التوأمة
- فالون، السويد
- بايدي، إستونيا
- راروس، النرويج[10]

## وصلات خارجية
- موقع هامينا الرسمي
- خريطة ارشادية لهامينا
- خريطة هامينا
- هامينا فردريكسهامن عند قلعة الشمالية